# Ola Toivonen
Ola Toivonen (Degerfors, 3 de julho de 1986) é um ex-futebolista sueco que atuava como atacante.

## Carreira

### Início de carreira
Seu pai nasceu na Finlândia e emigrou para Degerfors para trabalhar em uma fábrica. Toivonen começou sua carreira no Degerfors IF, onde se envolveu em sua campanha em 2005 para evitar o rebaixamento da Superettan .
Ele foi então comprado pelo Örgryte, e seu gerente Zoran Lukić. A primeira e única temporada em Örgryte terminou tristemente. Lukić foi demitido e Örgryte terminou relegado para Superettan. Em novembro de 2006, ele ganhou o prêmio "Novato do Ano" nos prêmios anuais de futebol sueco. 

### Malmö FF
Ele logo assinou um contrato de quatro anos com Malmö FF, em uma transferência no valor de mais de US$ 1,1 milhão. Ele se tornou o segundo jogador mais caro do Malmö de todos os tempos (apenas o internacional brasileiro Afonso Alves custou mais dinheiro a Malmö, quando o clube o comprou por aproximadamente US$ 1,3 milhão em 2004, também do Örgryte). Na temporada de 2007, a primeiro de Toivonen em Malmö, o clube terminou no 9º em Allsvenskan e Toivonen marcou três gols. A temporada de 2008 foi um pouco melhor para Malmö, terminando em 6, e esse foi o avanço absoluto para Toivonen. Em 27 jogos, conseguiu marcar 14 gols e sete assistências. Isso chamou a atenção de alguns clubes da Premier League e Eredivisie.

### PSV Eindhoven
Toivonen assinou um contrato com o PSV Eindhoven no início de 2009. A taxa de transferência foi, de acordo com alguma fonte, de €3,5 milhões, e de acordo com outras fontes, €4,5 milhões. Ele recebeu um cartão vermelho em uma partida de fevereiro de 2009 contra o FC Volendam, que o afastou por duas partidas. Sua primeira temporada na Holanda, viu Toivonen marcar 6 gols em 14 aparições para o seu novo clube. 
Em 8 de novembro de 2009, Toivonen marcou quatro gols contra o ADO Den Haag em uma vitória de 5-1, marcando um hat-trick nos primeiros 42 minutos do jogo. Sua primeira temporada completa na Eredivisie provou ser muito bem sucedida, adaptando-se rapidamente, marcando 13 gols. 

#### Temporada 2010-11
O primeiro jogo da nova temporada iniciou-se em 7 de agosto de 2010 e viu o PSV dirigir-se ao Abe Lenstra Stadion para enfrentar Heerenveen. Toivonen marcou dois gols do segundo tempo, antes que Orlando Engelaar adicionasse um terceiro, ajudando a garantir uma confortável vitória por 3 a 1. 14 de agosto de 2010 viu Toivonen rede seu segundo hat trick para PSV, marcando três gols  em uma vitória por 6-0 sobre De Graafschap. Ele acrescentou o terceiro gol em uma vitória por 3-1 frente a NEC Nijmegen em 11 de setembro, que ajudou seu time a subir para o primeiro lugar da Eredivisie. 24 de outubro viu o seu lado marcar uma vitória memorável 10-0 sobre os rivais Feyenoord no Philips Stadion. Toivonen marcou o primeiro de seis gols no segundo semestre. No dia 4 de dezembro, Toivonen adicionou dois golos à sua conta em uma vitória por 5-2 sobre o Heracles Almelo.
No segundo jogo do PSV de volta após o intervalo de inverno, Toivonen marcou o gol de igualar em uma vitória por 2-1 frente ao Willem II. Um mês depois, em 20 de fevereiro de 2011, Toivonen marcou o terceiro gol, em uma vitória por 4-1 em casa contra o NAC Breda, que viu o PSV mover dois pontos no topo da Eredivisie. Um jogo crucial contra o SC Heerenveen em 10 de abril viu Toivonen voltar para o time. Ele começou no banco, vindo como um substituto de 77 minutos para Zakaria Labyad . Toivonen marcou o segundo gol do PSV, em profundidade no tempo de paralisação, garantindo um empate 2-2. Em 24 de abril, o PSV viajou para Rotterdam para jogar Feyenoord em De Kuip. Depois de vergonhosamente perder 10-0 na primeira reunião da temporada, Feyenoord respondeu ganhando 3-1, Toivonen marcou o único gol para os Boerens, terminando as esperanças do título do PSV.  A campanha de 2010-11 viu Toivonen marcar 15 golos da Eredivisie e 3 golos da Liga Europa para o PSV, tornando-se o segundo goleador da temporada do clube atrás de Balázs Dzsudzsák.

#### Temporada 2011-12
Com o companheiro de ataque Balázs Dzsudzsák deixando o PSV para se juntar ao time da Premier League Russa, Anzhi Makhachkala, Toivonen foi obrigado a preencher e contribuir com mais gols para a nova temporada. Toivonen marcou seu primeiro gol da temporada na vitória do PSV por 3 a 0 sobre o ADO Den Haag em 21 de agosto. Ele seguiu este esforço com outro gol na vitória por 5-0 sobre o time austríaco SV Ried, nas fases de qualificação da Liga Europa. PSV e o Toivonen continuaram a sua rica forma de marcar golos, enquanto derrubaram Excelsior 6-1 em 28 de agosto com a Toivonen compensando uma armadura. 

#### Temporada 2012-13
Devido a lesões, Toivonen só fez 17 aparições em que ele marcou oito vezes. No final da temporada, o PSV queria vender a Toivonen, já que ele se recusara a prolongar seu contrato que expirava no verão de 2014. Norwich City mostrou interesse no jogador, mas preferiu o compatriota Johan Elmander depois que Toivonen estava atrasado há muito tempo a opinião do clube. 

#### Temporada 2013-14
Embora tanto o PSV quanto o Toivonen tenham estado insatisfeitos depois que uma transferência falhou, Toivonen fez 14 aparições em que marcou uma vez. Nas férias de inverno, o PSV anunciou que a Toivonen não jogaria uma partida para o PSV na segunda metade da temporada. O jogador e o clube queriam se dissolver.

### Rennes
Em 20 de janeiro de 2014, foi anunciado que a Toivonen havia sido vendida ao Rennes por uma taxa de transferência de 2,5 milhões de euros. 

### Sunderland
Em 28 de agosto de 2015, Toivonen juntou-se ao Sunderland, em um empréstimo de uma temporada, ligando-se ao seu ex-gerente do PSV, Dick Advocaat. No dia seguinte, ele fez sua estréia como substituto a meio tempo de Lee Cattermole na Aston Villa e ajudou o empate do ex-jogador do PSV em Jeremain Lens em um empate 2-2. Toivonen marcou seu primeiro gol em 22 de setembro de 2015, em uma derrota da terceira rodada da Copa da Liga de 4-1 contra o Manchester City.

### Toulouse
Em 4 de agosto de 2016, Toivonen assinou o clube francês Toulouse.

### Meubourne Victory
Em 31 de agosto de 2018 Toivonen assina com o Melbourne Victory, que atualmente joga a primeira divisão do futebol australiano.
Malmö FF
Encerrou sua carreira voltando ao Malmö FF entre 2020 e 2022.

## Carreira internacional
Toivonen joga para a Suécia na UEFA Euro 2012. Em 21 de agosto de 2007, ele marcou um hat trick (incluindo 2 penalidades) para a Suécia sub-21 contra o País de Gales U21 em uma derrota amigável de 4-3. Ele foi membro da seleção nacional U-21 no Campeonato Europeu de 2009 na Suécia e marcou três vezes na competição contra a Itália U21, Sérvia U21, e um excelente tiro livre contra a Inglaterra U21 que contribuiu para um retorno de 3-0 para 3-3, com Toivonen marcando o segundo gol. 
A estréia internacional de Toivonen chegou em 14 de janeiro de 2007, quando a Suécia perdeu 2-0 para a Venezuela.
Dirigindo-se à Copa do Mundo de 2010, na África do Sul, a Suécia jogou a Bósnia e Herzegovina em um amistoso em 29 de maio. Toivonen foi incluído na formação inicial, já que a Suécia estava sem o atacante Zlatan Ibrahimović. Toivonen marcou o golo de abertura aos 44 minutos, dando a Suécia uma vantagem na metade do tempo. Este objetivo foi o primeiro de Toivonen a nível internacional. O defensor de Blackburn Rovers, Martin Olsson, marcou uma vantagem no segundo semestre, levando a Suécia a uma vitória por 4-2.  Em 11 de agosto de 2010, Toivonen começou para o lado nacional em um amistoso contra a Escócia no Estádio Råsunda, em Estocolmo. Toivonen conquistou o terceiro gol da Suécia aos 55 minutos, seu segundo gol internacional, ajudando a marcar uma vitória por 3 a 0 para o time da casa.

## Títulos
- Copa dos Países Baixos: 2011–12
- Supercopa dos Países Baixos: 2012